# Fußberg
Fußberg ist ein Ortsteil der Gemeinde Ruppichteroth.

## Lage
Fußberg liegt westlich der Ortschaft Kammerich am Fußberg auf dem Nutscheid in Höhe von 195 m ü. NHN.

## Geschichte
Fußberg ist ein ehemaliger Gutshof der Herren von Scheidt genannt Weschpfennig. 
1809 hatte das Gut zwölf katholische Einwohner.
Anfang des 20. Jahrhunderts war für Fußberg Gutspächter Constantin Cürten verzeichnet.